# Bakonyi Ernő
Bakonyi Ernő (művésznevén Savanyú, Savi) (Budapest, 1958. október 26. – Budapest, 2012. április 20.) magyar táncművész, pedagógus, a magyarországi táncházmozgalom meghatározó személyisége.
A VDSZ Bartók Béla Táncegyüttesben kezdte pályáját, Tímár Sándor tanítványa volt. Később az Új Summások kamara-néptáncegyüttesben táncolt. Mintegy húsz éven át vezette a Muzsikás Együttes gyermektáncházát, állandó tanára volt Téka-táboroknak, a Fonó Budai Zeneháznak. Több mint két évtizeden át dolgozott Széll Mártával, a Széll Kulturális Egyesület vezetőjével. A Veres Péter Gimnázium mellett közösen tanítottak néptáncot Budaörsön, a Kesjár Csaba és az 1. számú általános iskolában, valamint az Illyés Gyula Gimnáziumban. Többször járt vendégtanárként Németországban a stuttgarti Merz-Schule, a Triangle Folklore Ensemble, a wernaui Ungarndeutsches Folklore Ensemble meghívására.
2012. április 20-án, táncoktatás közben hunyt el.

## Külső hivatkozások
- A riport egy részlete a Magyar Művelődési Intézet „Látószög” Videostúdiója által készített filmnek, melyet a Fővárosi Művelődési Ház 60. születésnapján, 2011-ben kezdtek el forgatni. YouTube
- Bakonyi Álmos által készített emlékvideó, benne Bakonyi Ernő utolsó interjújával, melyet fia készített vele három nappal halála előtt. YouTube